# Parafia św. Jana Chrzciciela w Dębnicy Kaszubskiej
Parafia Świętego Jana Chrzciciela w Dębnicy Kaszubskiej – rzymskokatolicka parafia w Dębnicy Kaszubskiej. Należy do dekanatu łupawskiego diecezji pelplińskiej. Erygowana w 1951 roku.